# Маркович Йонатан Бін'ямін
Рав Йонатан Бін'ямін Маркович (нар. 21 жовтня 1967 року, Ужгород, УРСР) — головний рабин Києва, головний рабин Державної пенітенціарної служби України, офіційний представник Любавичівського ребе Менахема Менделя Шнеерсона.

## Біографія
Народився в 1967 році в Ужгороді (Україна), в рабинськой сім'ї. Його дід по материнській лінії служив в місті рабином і шохетом.
Коли йому було 3 роки його родина репатриювалася до Ізраїлю.
В дитинстві навчався в хедері і в єшиві ХаБаДу в місті Кір'ят-Ґат.[джерело?]
Потім продовжив навчання в єшиві Кфар-Ґанім у рабина Цукера.[джерело?]
У 1986 році вступив на військову службу, після 12 років регулярної служби був звільнений в запас у званні підполковника ПВС.

## Дипломи
Рав Маркович має свідоцтво про статус рабина від Головного рабинату Ізраїлю[джерело?].
Він також був сертифікований і отримав дозвіл на статус рабина від членів рабинату (неповний список): рабин Еліягу Абарджіль; рабин Цфату рав Леві Бистрицький; член рабинського суду ХаБаДу рав Іцхак Ієгуда Ярославський.[джерело?]
Рав Маркович має ступінь бакалавра в галузі обладнання і управління і також — ступінь магістра в галузі освіти (від Єврейського університету в Єрусалимі).
Удостоєний звання диплома Європейського парламенту.
Удостоєний почесної нагороди за 2018 рік у Асоціації правників України.[джерело?]
У 2023 році удостоєний нагороди та подяки від Спілки Ветеранів Києва.
Має нагороду від Верховної Ради України та Президента України Володимира Зеленського за заслуги перед Народом України

## Головний Рабин Києва
У 2000 році Рав Маркович прибув з сім'єю до Києва. У тому ж році, на зборах Федерації Єврейських Громад в Столиці України, його обрали Головним Рабином Києва та з того моменту він з дружиною почали створювати освітні установи і проводити заходи з єврейською громадою.
Сьогодні Рав Маркович є головним рабином Києва, релігійним лідером юдеїв та емісаром руху ХаБаД в Києві.
В березні 2020 року Йонатан Маркович підримав заходи карантину, запроваджені в Україні в зв'язку з пандемією Covid-19., а у березні 2021-го публічно вакцинувався разом з іншими релігійними лідерами України та підтримав вакцинацію в Україні.
У 2023 році він став першим Головним Рабином над 171 в'язницею в Україні на прохання Офісу Президента України та Державної пенітенціарної служби України
Також молоді представник єврейської громади залучені в суспільну діяльність.
Рабин Йонатан Маркович — відомий своїми хорошими відносинами з державними діячами України, США та Ізраїлю.

## Сім'я
Одружений з пані Елкою Інною Маркович, директорці мережі установ Ор Авнер, заснованої паном Леві Лєваєвим. До мережі входять дитячі сади і школи. Крім того, для дітей з аутизмом в неробочий час організований дитячий сад, і проводяться масові заходи, призначені для єврейського населення і населення міста.
У рабина Йонатана і його дружини Інни Маркович є семеро дітей: Аріель (Рабин молодіжної Єврейської громади м. Києва), Малка, Хана, Рахель, Йехезкель, Дов-Бер, Мендель.

## Нагороди
- Орден «За заслуги» ІІІ ступеня (21 серпня 2020) — за значний особистий внесок у державне будівництво, соціально-економічний, науково-технічний, культурно-освітній розвиток України, вагомі трудові здобутки та високий професіоналізм[25]